# Hrašné
Hrašné je naseljeno mjesto u okrugu Myjava u  Trenčínskom kraju u Slovačkoj.

## Stanovništvo
| Godina:     | 1993. | 2003.   | 2013.   | 2023.   |
| ----------- | ----- | ------- | ------- | ------- |
| Broj ljudi: | 523   | 503     | 460     | 469     |
| Razlika:    |       | -3,82 % | -8,54 % | +1,95 % |

| Godina:     | 2022. | 2023.   |
| ----------- | ----- | ------- |
| Broj ljudi: | 478   | 469     |
| Razlika:    |       | -1,88 % |

Prema podacima o broju stanovnika iz 2023. godine naselje je imalo 469 stanovnika.

## Vanjske poveznice
- Službena stranica naselja (sl.)